# División política del Imperio ruso
La moderna estructura administrativo-territorial de Rusia es un sistema que es producto de una evolución y reformas llevadas a cabo por siglos.

## Zarato ruso

### Reforma de 1708

División administrativa de Rusia en 1708.

Antes del ucase de Pedro I de 1708, el territorio ruso se subdividía en uyezds (distritos, del ruso уезд) y vólosts (pequeños distritos rurales, del ruso волость). En 1708, en orden de mejorar la maniobrabilidad del vasto Imperio ruso, el Zar Pedro I publicó un ucase (edicto) dividiendo a Rusia en ocho regiones administrativas llamadas gubernias (gobernaciones).
Las ocho gobernaciones eran:
- Gobernación de Arjangelgorod (1.317.800 km²)
- Gobernación de Azov (393.700 km²)
- Gobernación de Ingermanland (482.500 km²)
- Gobernación de Kazán (1.398.600 km²)
- Gobernación de Kiev (231.000 km²)
- Gobernación de Moscú (128.600 km²)
- Gobernación de Siberia (10.978.300 km²)
- Gobernación de Smolensk (85.400 km²)

La reforma de 1708 no determinó las fronteras de las gobernaciones. En su lugar, se proclamó que las ciudades dentro de la gobernación y sus tierras adjuntas representaban a la gobernatura. Algunas subdivisiones más viejas continuaron usándose. Entre 1710 y 1713, todas las gobernaciones fueron subdivididas en lotes (del ruso доли). El propósito principal de los lotes era fiscal, y se suponía que cada uno cubría 5,536 viviendas.

### Reforma de 1719
| Gobernaciones del Imperio ruso (1708-1726)                                                     |          |          |          |          |                 |                 |                 |                 |      |      |          |          |          |          |      |      |       |       |
| 1708-1709                                                                                      | Kazán    | Kazán    | Kazán    | Kazán    | Kazán           | Kazán           | Ingermanland    | Ingermanland    | Azov | Azov |          |          | Smolensk | Smolensk |      |      |       |       |
| 1710-1712                                                                                      | Kazán    | Kazán    | Kazán    | Kazán    | Kazán           | Kazán           | San Petersburgo | San Petersburgo | Azov | Azov |          |          | Smolensk | Smolensk |      |      |       |       |
| 1713                                                                                           | Kazán    | Kazán    | Kazán    | Kazán    | Kazán           | Kazán           | San Petersburgo | San Petersburgo | Azov | Azov | Moscú    | Moscú    | Moscú    | Riga     | Riga | Riga |       |       |
| 1714-1716                                                                                      |          |          |          |          | Nizhni Nóvgorod | Nizhni Nóvgorod | San Petersburgo | San Petersburgo | Azov | Azov | Moscú    | Moscú    | Moscú    | Riga     | Riga | Riga |       |       |
| 1717-1718                                                                                      | Astracán | Astracán |          |          |                 |                 | San Petersburgo | San Petersburgo | Azov | Azov | Moscú    | Moscú    | Moscú    | Riga     | Riga | Riga |       |       |
| 1719-1724                                                                                      | Astracán | Astracán |          |          | Nizhni Nóvgorod | Nizhni Nóvgorod | San Petersburgo | San Petersburgo | Azov | Azov | Moscú    | Moscú    | Moscú    | Riga     | Riga | Riga | Reval | Reval |
| 1725                                                                                           | Astracán | Astracán | Vorónezh | Vorónezh | Nizhni Nóvgorod | Nizhni Nóvgorod | San Petersburgo | San Petersburgo |      |      | Moscú    | Moscú    | Moscú    | Riga     | Riga | Riga | Reval | Reval |
| 1726                                                                                           | Astracán | Astracán | Vorónezh | Vorónezh | Nizhni Nóvgorod | Nizhni Nóvgorod | San Petersburgo | San Petersburgo |      |      | Smolensk | Smolensk |          |          |      |      | Reval | Reval |
| Las gobernaciones de Arjangelgorod, Kiev y Siberia permanecieron constantes entre 1708 y 1726. |          |          |          |          |                 |                 |                 |                 |      |      |          |          |          |          |      |      |       |       |

El 29 de mayo (9 de junio en calendario gregoriano) de 1719, Pedro proclamó otro edicto para remendar las imperfecciones del anterior, dado que las gobernaciones eran demasiado grandes e inmanejables; esta reforma abolió el sistema de lotes, dividiendo la mayoría de las gobernaciones en provincias (провинции), que se dividirían en distritos (дистрикты). Las gobernaciones (excepto Astracán y Reval) se dividieron en 47 provincias. Al frente de la gobernación estaba el gobernador, en la provincia el voivoda, y en el distrito el comisario.
Las gobernaciones y provincias en 1721 eran:
- Gobernación de Azov (capital Vorónezh) - 5 (Bajmut, Vorónezh, Eletska, Tambov, Shatskaya)
- Gobernación de Arjangelgorod (capital Arcángel) - 4 (Arjangelgorod, Vólogda, Galitskaya, Ústiug)
- Gobernación de Kazán (capital Kazán) - 4 (Kazán, Penza, Sviyazhskaya, Ufá)
- Gobernación de Kiev (capital Kiev) - 4 (Bélgorod, Kiev, Orlov, Sevsk)
- Gobernación de Moscú (capital Moscú) - 9 (Vladimir, Kaluga, Kostroma, Moscú, Pereyaslav-Zalesskaya, Pereyaslav-Riazán, Súzdal, Tula, Yúriyev-Polski)
- Gobernación de Nizhni Nóvgorod (capital Nizhni Nóvgorod) - 3 (Alatyrsk, Arzamaska, Nizhni Nóvgorod)
- Gobernación de Riga (capital Riga) - 2 (Riga, Smolensk)
- Gobernación de San Petersburgo (capital San Petersburgo) - 11 (Belozerskaya, Velykolutska, Víborg, Narva, Novgorod, San Petersburgo, Poshekhonskij, Pskov, Tver, Úglich, Yaroslavl)
- Gobernación de Siberia (capital Tobolsk) - 5 (Viatka, Yeniseisk, Irkutsk, Sol-Kamska, Tobolsk)

Había 47 provincias y 255 ciudades en total.
El 22 de abril (3 de mayo en calendario gregoriano) de 1725 la gobernación de Azov pasó a llamarse Vorónezh, y la de Smolensk se dividió entre las de Moscú y Riga.

## Imperio ruso
El Imperio ruso se formó el 22 de octubre (2 de noviembre en calendario gregoriano) de 1721. El país se dividió en 11 gobernaciones: Azov (capital Vorónezh), Arjangelgorod (capital Arcángel), Kazán, Kiev, Moscú, San Petersburgo, Siberia (capital Tobolsk), Riga (1713), Astracán (1717), Nizhni Nóvgorod y Reval (1719).

### Reforma de 1727

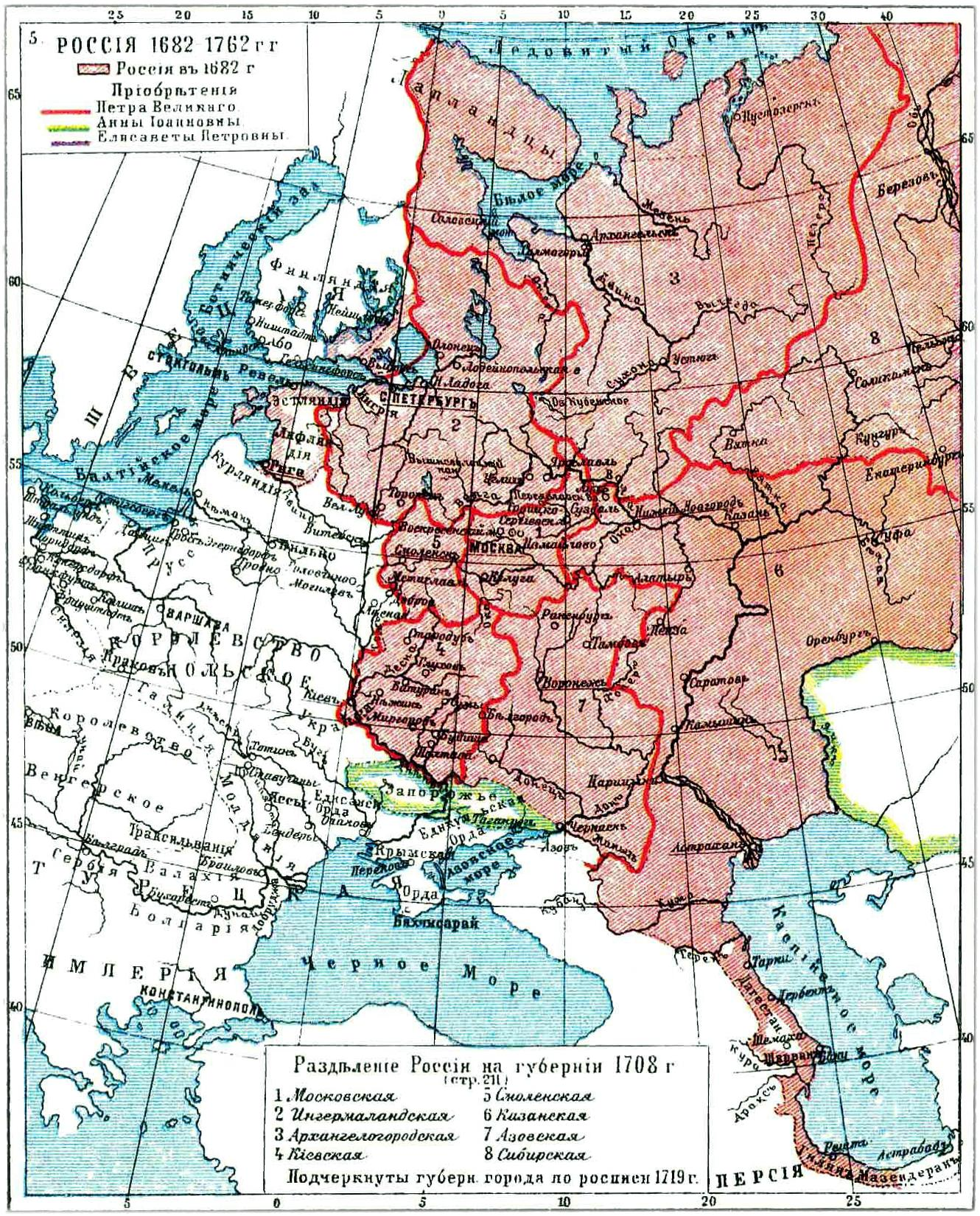
División administrativa de Rusia entre 1682 y 1762.

En 1727 los distritos fueron disueltos y en su lugar se crearon los condados. En total, se restauraron 166 condados (los condados existían previamente a la reforma de 1708).
Se establecieron 2 nuevas gobernaciones: Bélgorod y Nóvgorod. La gobernación de Bélgorod se erigió el 12 de marzo con 5 provincias de regimientos cosacos (Izium, Ostrohozkyy, Okhtyrka, Sumy y Járkov) y limitaba con la gobernación de Kiev. La gobernación de Nóvgorod se formó el 29 de abril (10 de mayo) a partir de 5 provincias de la gobernación de San Petersburgo (Bilozerskoy, Velykolutskoyi, Nóvgorod, Pskov y Tver).
Se crearon dos nuevas provincias: Astracán de la gobernación de Astracán y Estland en la de Reval. En la gobernación de San Petersburgo, se crearaon otras dos provincias: Víborg y San Petersburgo. La provincia de Narva entró a formar parte de Livonia (Estonia), en tanto Úglich y Yaroslavl en la gobernación de Moscú). La provincia de Riga de la gobernación de Riga pasa a llamarse Livonia.
En el mismo año 1727, las provincias de Vyatskaya y Solikamsk de la gobernación de Siberia se convirtieron en parte de Kazán, y las tierras de Olónets se atribuyeron a la gobernación de Nóvgorod.
Las gobernaciones y provincias a fines de 1727 eran:
- Gobernación de Arjangelgorod (capital Arcángel) - 4 (Arjangelgorod, Vólogda, Galitskaya, Ústiug)
- Gobernación de Astracán (capital Astracán) - 1 (Astracán)
- Gobernación de Bélgorod (capital Bélgorod) - 3 (Bélgorod, Orlov, Sevsk)
- Gobernación de Kazán (capital Kazán) - 6 (Viatka, Kazán, Penza, Sviyazhskaya, Solikamsk, Ufá)
- Gobernación de Kiev (capital Kiev) - 1 (12 regimientos cosacos: Gadiach, Kiev, Lubny, Mírgorod, Nijinsky, Perei, Poltava, Prilutskiy, Starodub, Chernígov, Sich de Zaporiyia, Nueva Serbia)
- Gobernación de Moscú (capital Moscú) - 11 (Vladimir, Kaluga, Kostroma, Moscú, Pereyaslav-Zalesskaya, Pereyaslav-Riazán, Súzdal, Tula, Úglich, Yurevskaya, Yaroslavl)
- Gobernación de Nizhni Nóvgorod (capital Nizhni Nóvgorod) - 3 (Alatyrsk, Arzamaska, Nizhni Nóvgorod)
- Gobernación de Nóvgorod (capital Nóvgorod) - 5 (Belozersk, Velikolutsk, Nóvgorod, Pskov, Tvér)
- Gobernación de Reval (capital Reval) - 1 (Estland)
- Gobernación de Riga (capital Riga) - 1 (Livonia)
- Gobernación de San Petersburgo (capital San Petersburgo) - 2 (Víborg, San Petersburgo)
- Gobernación de Siberia (capital Tobolsk) - 3 (Yeniseisk, Irkutsk, Tobolsk)
- Gobernación de Smolensk (capital Smolensk) - 1 (Smolensk)
- Gobernación de Vorónezh (capital Vorónezh) - 5 (Bajmut, Vorónezh, Eletska, Tambov, Shatskaya)

Tras la reforma de 1727, había un total de 14 gobernaciones, 47 provincias y alrededor de 250 condados.

### Periodo 1728-1745
En 1728 la provincia de Ufá de la gobernación de Kazán pasó a la gobernación de Siberia.
En 1737 en la gobernación de Kazán se creó la provincia de Simbirsk, y en la gobernación de Astracán, la comisión de Oremburgo.
En enero de 1744, de la provincia de Víborg de la gobernación de San Petersburgo se separó la provincia de Kekksholm y algunas zonas de Finlandia. El 15 de marzo del mismo año se creó una nueva provincia de Oremburgo (que incluía las provincias de Isetsky y Ufá de la gobernación de Siberia y la comisión de Oremburgo de Astracán). En 1745 había 16 provincias en el imperio. Las provincias bálticas se dividieron en distritos.
Gobernaciones y provincias en 1745:
- Gobernación de Arjangelgorod (capital Arcángel) - 4 (Arjangelgorod, Vólogda, Halytska, Ústiug)
- Gobernación de Astracán (capital Astracán) - 1 (Astracán)
- Gobernación de Bélgorod (capital Bélgorod) - 3 (Bélgorod, Orlov, Sevsk) y 4 ciudades (Izium, Okhtyrka, Sumy, Járkov)
- Gobernación de Kazán (capital Kazán) - 6 (Viatka, Kazán, Kungursk, Penza, Sviyazhsk, Simbirsk)
- Gobernación de Kiev (capital Kiev) - 10 regimientos
- Gobernación de Moscú (capital Moscú) - 11 (Vladimir, Kaluga, Kostroma, Moscú, Pereyaslav-Zalesskaya, Pereyaslav-Riazán, Súzdal, Tula, Úglich, Yurevskaya, Yaroslavl)
- Gobernación de Nóvgorod (capital Nóvgorod) - 5 (Belozersk, Velikolutsk, Nóvgorod, Pskov, Tvér)
- Gobernación de Oremburgo (capital Oremburgo) - 3 (Oremburgo, Stavropol, Ufá)
- Gobernación de Reval (capital Reval) - 4 distritos (Viksky, Virland, Harvey, Yervensky)
- Gobernación de Riga (capital Riga) - 4 distritos (Wendensky, Derptsky, Pernovsky, Riga) y la provincia de Ezelian
- Gobernación de San Petersburgo (capital San Petersburgo) - 4 distritos (Koporie, San Petersburgo, Shlisselburg, Yámburg)
- Gobernación de Siberia (capital Tobolsk) - 3 (Yeniseisk, Irkutsk, Tobolsk)
- Gobernación de Smolensk (capital Smolensk) - 1 (Smolensk)
- Gobernación de Víborg (capital Víborg) - 3 condados
- Gobernación de Vorónezh (capital Vorónezh) - 5 (Bajmut, Vorónezh, Eletska, Tambov, Shatskaya) y la tierra de cosacos del Don

### Periodo 1745-1775
Con la coronación de Catalina II, hubo algunos cambios en la división administrativo-territorial, que incluyeron principalmente la creación de provincias en las tierras recién anexadas.
El 24 de marzo (4 de abril) de 1764 en el sur del imperio se estableció la gobernación de Nueva Rusia (capital Kremenchuk). El 19 (30) de octubre de 1764, se creó la gobernación de Irkutsk con la provincia homónima de la gobernación de Siberia.
Con la Ucrania de la Margen Izquierda se creó en 1764 la gobernación de Rusia Menor (capital Hlújiv), y el 28 de julio (8 de agosto) de 1765 se formó la nueva provincia de Ucrania Sloboda con capital en Járkov en la parte sur de las gobernaciones de Bélgorod y Vorónezh (distritos de Slobozhanshchyna). Así, el número total de provincias aumentó a 20.
Después de la primera partición de Polonia el 28 de mayo (8 de junio) en 1772, se crearon dos nuevas gobernaciones con las tierras recién anexadas: Maguilov y Pskov (capital Opochka). La gobernación de Pskov incluía dos antiguas provincias de la gobernación de Nóvgorod (Pskov y Velikolutska) y las nuevas Dvina y Polotsk de las tierras de la antigua gobernación de Vítebsk. A finales de 1772 se le asignó la provincia de Vítebsk de la gobernación de Maguilov. En 1773, el centro de la gobernación de Rusia Menor se trasladó a Kozelets, y en 1775, a Kiev.
En 1775, la gobernación de Irkutsk fue dividida en 3 provincias: Irkutsk, Udinsk y Yakutsk. El 14 (25) de febrero se creó, con las nuevas tierras que habían pasado al imperio por el Tratado de Küçük Kaynarca, la gobernación de Azov, que incluía las tierras entre el Dniéper y el Bug, la Serbia eslava, la provincia de Azov y la tierra de los cosacos del Don. En el mismo año, el sich de Zaporozhia se disolvió y sus tierras se anexaron a la gobernación de Nueva Rusia.
Gobernaciones y provincias en 1775:
- Gobernación de Azov (capital Azov) - 4 (Azov, Bajmut) y la tierra de cosacos del Don
- Gobernación de Arcángel (capital Arcángel) - 4 (Arcángel, Vólogda, Halytska, Ústiug)
- Gobernación de Astracán (capital Astracán) - 1 (Astracán)
- Gobernación de Bélgorod (capital Bélgorod) - 3 (Bélgorod, Orlov, Sevsk)
- Gobernación de Irkutsk (capital Irkutsk) - 3 (Irkutsk, Udinsk, Yakutsk)
- Gobernación de Kazán (capital Kazán) - 6 (Viatka, Kazán, Kungursk, Penza, Sviyazhsk, Simbirsk)
- Gobernación de Kiev (capital Kiev) - 12 regimientos
- Gobernación de Maguilov (capital Maguilov) - 4 (Maguilov, Mstislavl, Orsha, Rogachevsk)
- Gobernación de Moscú (capital Moscú) - 11 (Vladimir, Kaluga, Kostroma, Moscú, Pereyaslav-Zalesskaya, Pereyaslav-Riazán, Súzdal, Tula, Úglich, Yurevskaya, Yaroslavl)
- Gobernación de Nizhni Nóvgorod (capital Nizhni Nóvgorod) - 3 (Alatyrsk, Arzamaska, Nizhni Nóvgorod)
- Gobernación de Nóvgorod (capital Nóvgorod) - 5 (Belozersk, Nóvgorod, Olónets, Tvér)
- Gobernación de Nueva Rusia (capital Kremenchuk) - 3 (Yelisavetgrad, Catherine, Kremenchug)
- Gobernación de Oremburgo (capital Oremburgo) - 3 (Oremburgo, Stávropol, Ufá)
- Gobernación de Pskov (capital Pskov) - 5 (Veliky Luchsk, Vitebsk, Dvina, Polotsk, Pskov)
- Gobernación de Reval (capital Reval) - 4 distritos (Viksky, Virland, Harvey, Yervensky)
- Gobernación de Riga (capital Riga) - 2 (Riga, Ezelian)
- Gobernación de Rusia Menor - 10 regimientos
- Gobernación de San Petersburgo (capital San Petersburgo) - 4 distritos (Koporie, San Petersburgo, Shlisselburg, Yámburg)
- Gobernación de Siberia (capital Tobolsk) - 3 (Yeniseisk, Tobolsk)
- Gobernación de Smolensk (capital Smolensk)
- Gobernación de Víborg (capital Víborg) - 3 (Víborg, Kamenegorsk, Kexholm)
- Gobernación de Vorónezh (capital Vorónezh) - 5 (Vorónezh, Eletska, Tambov, Shatskaya)
- Ucrania Sloboda - 5 regimientos

### Reforma de 1796

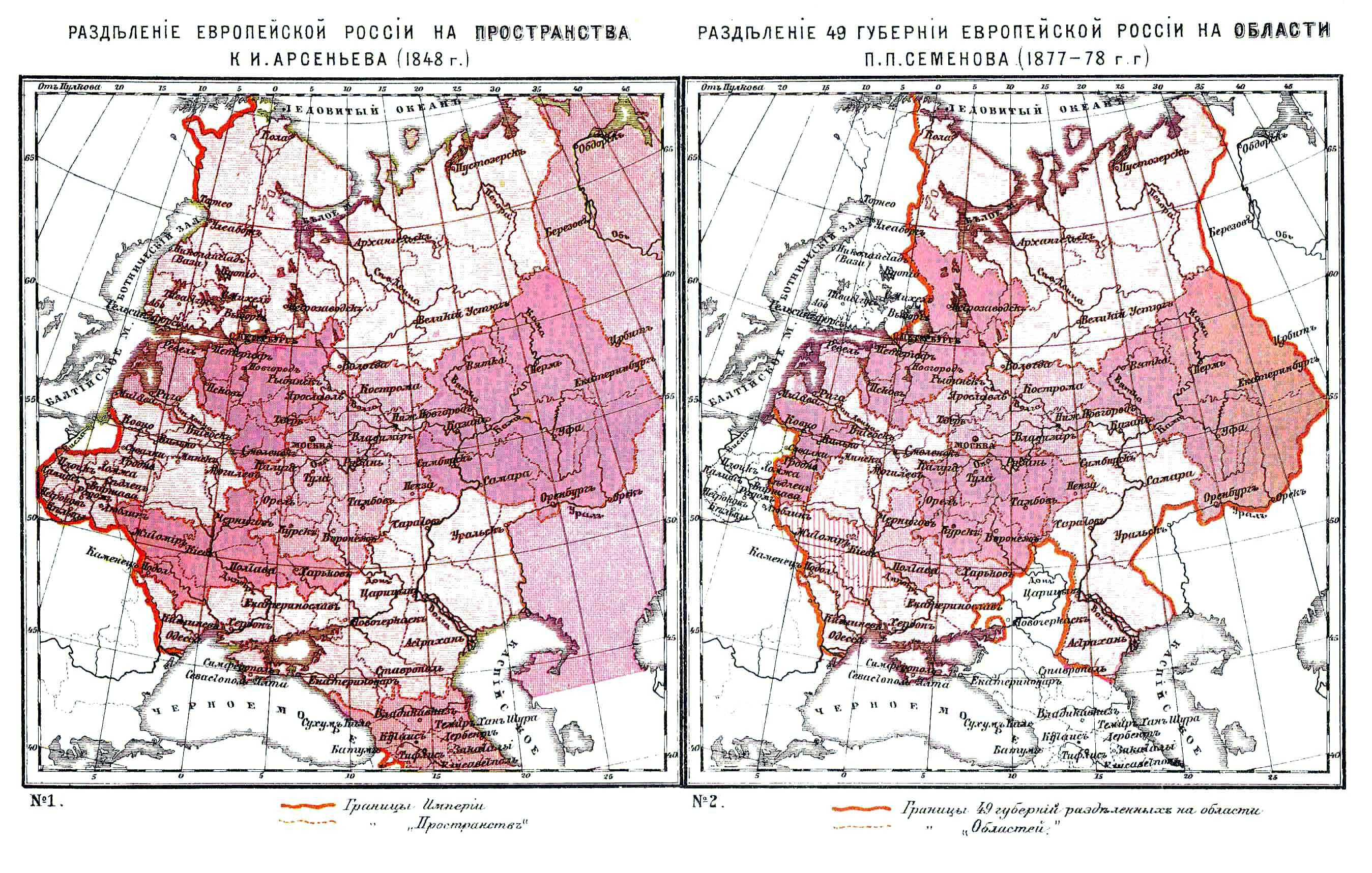
División administrativa de Rusia entre 1848 y 1878.

Con la coronación de Pablo I, se produjo una consolidación temporal de las gobernaciones creadas anteriormente, que se renombraron oficialmente como provincias. Con este decreto del 12 (23) de diciembre de 1796 fueron suprimidas las provincias de Olónets, Kolyvanskoe, Bratslav, Chernígov, Nóvgorod-Síverski, Voznesénskaya, Yekaterinoslav, Sarátov, Pólotsk, Maguilov, Vilna, y Táurida (alrededor de 13). Además, se estableció una nueva división de las provincias en condados, y se redujo el número de estos.
La provincia de Olónets fue dividida entre las de Arcángel y Nóvgorod, la de Kolyvanskoe entre Tobolsk e Irkutsk, la de Sarátov entre Penza y Astracán, y la de Bratslav entre Podolia y Kiev.
Las provincias de Voznesénskaya, Katerynoslav y la región de Táurida se unieron en la provincia de Novorosíisk con capital en Novorosíisk (ex Yekaterinoslav).
Las provincias de Chernígov y Nóvgorod-Síverski se fusionaron en la de Rusia Menor (capital en Chernígov), Pólotsk y Maguilov en la de Bielorrusia (capital en Vítebsk), y las de Slonim y Vilna en la de Lituania (capital en Vilna).
Algunas provincias cambiaron de nombre y fueron ampliadas, la de Járkov se renombró como Ucrania Sloboda (restaurada en 1780), la del Cáucaso en Astracán, Ufá en Oremburgo (capital Oremburgo), Riga en Livonia, Reval en Estonia.
En marzo de 1797, la provincia de Penza pasó a llamarse Sarátov, y su centro fue transferido a Sarátov. En octubre de ese año, la mayor parte de la antigua provincia de Penza se dividió entre los vecinos Nizhni Nóvgorod, Simbirsk y Tambov. En julio de 1797 se consolidó la provincia de Kiev. Pablo I abolió todos los cambios de Potemkin en relación con la administración del ejército del Don.
Así, a partir de 1800, había 42 provincias en el imperio.

### SigloXIX
En el siglo XIX las demarcaciones administrativas se dividieron en 2 épocas: en la Rusia europea se mantuvo por 60 años la organización en 51 provincias, creadas dentro de las gobernaciones generales (excepto en las gobernaturas del Báltico, que incluían tres provincias). En la segunda mitad del siglo XIX y hasta el comienzo del siglo XX se crearon 20 óblasts (regiones), unidades administrativas que se correspondían a las provincias. Típicamente, las óblasts estaban ubicadas en las áreas fronterizas. Continuó la centralización y la burocratización del autogobierno local. Hubo una simplificación del aparato local con la intensificación de sumisión directa personalmente al gobernador.
Las reformas de las décadas de 1860-70s introdujeron el principio burgués de la elección de todos los electos en la organización del gobierno local y la corte. Los órganos de elección del gobierno provincial (34 provincias) eran encabezados por la administración local en las áreas urbanas en forma de dumas y concejos. La contrarreforma rural (1890) y urbana (1892) intensificó el patrimonio y la nobleza en el autogobierno local y la subordinación de su administración. La introducción del Instituto de Jefes Zemstvo (1889) como portadores de la ley aristocrática-terrateniente con sus funciones administrativas, judiciales y financieras socavó el autogobierno campesino.
La unidad provincial de autogobierno local se mantuvo vigente hasta el siglo XX. Durante la reforma agraria de Stolypin (1907-1910), se restauraron los métodos de manejo de emergencias. El papel de los cuerpos policiales y las organizaciones civiles-nobles (el Consejo de la Nobleza Unida) se intensificó.

## División previa a la Primera Guerra Mundial

### Organización general del Imperio
En el año 1914 el Imperio ruso (con capital en San Petersburgo) estaba dividido en:
- 9 gobernaciones generales (incluyendo el Virreinato del Cáucaso).
- 78 gubernias (gobernaciones) en total (de las cuales 29 estaban incluidas en las gobernaciones generales).
- 21 óblasts (provincias) en total (de las cuales 18 estaban incluidas en las gobernaciones generales).
- 2 ókrugs (distritos autónomos) en el Cáucaso.
- 2 estados vasallos del Imperio (Kanato de Jiva, Emirato de Bujará).
- 1 protectorado del Imperio (Tannu Uriankhai).

### Gobernaciones generales
- Varsovia (capital Varsovia, 9 gubernias).
- Irkutsk (capital Irkutsk): gubernias de Yeniseisk e Irkutsk, óblasts de Yakutsk y Transbaikalia.
- Cáucaso: gubernias de Bakú, Ereván, Elizavetpol, Kutaisi, Tiflis y Mar Negro; óblasts de Batumi, Daguestán, Kars, Kubán y Tersk; ókrugs de Zakatali y Sujumi.
- Kiev (capital Kiev): gubernias de Kiev, Podolia y Volinia.
- Moscú (capital Moscú).
- Extremo Oriente (capital Jabárovsk): óblasts de Amur, Kamchatka, Primorie y Sajalín.
- Estepas (capital Omsk): óblasts de Akmolinsk y Semipalatinsk.
- Turkestán (capital Taskent): óblasts de Transcaspia, Samarcanda, Semirechye, Sir Daria y Ferganá.
- Finlandia (capital Helsinki, 8 gubernias).